# Guarea guidonia
Guarea guidonia là một loài thực vật có hoa trong họ Meliaceae. Loài này được (L.) Sleumer mô tả khoa học đầu tiên năm 1956.

## Hình ảnh

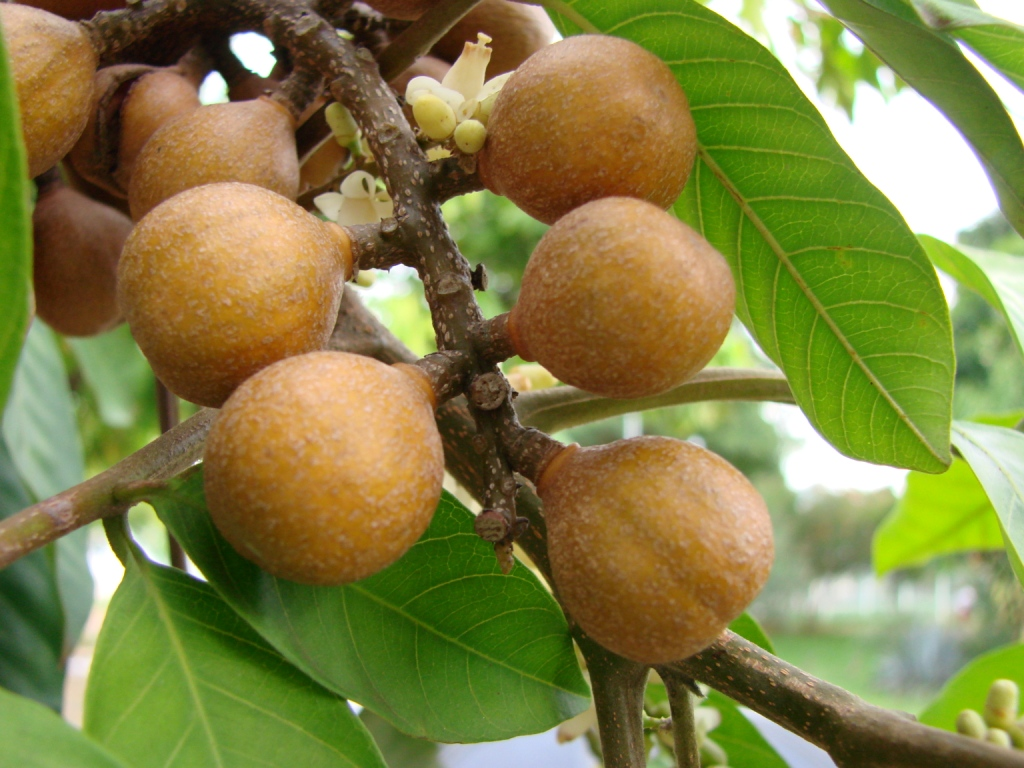
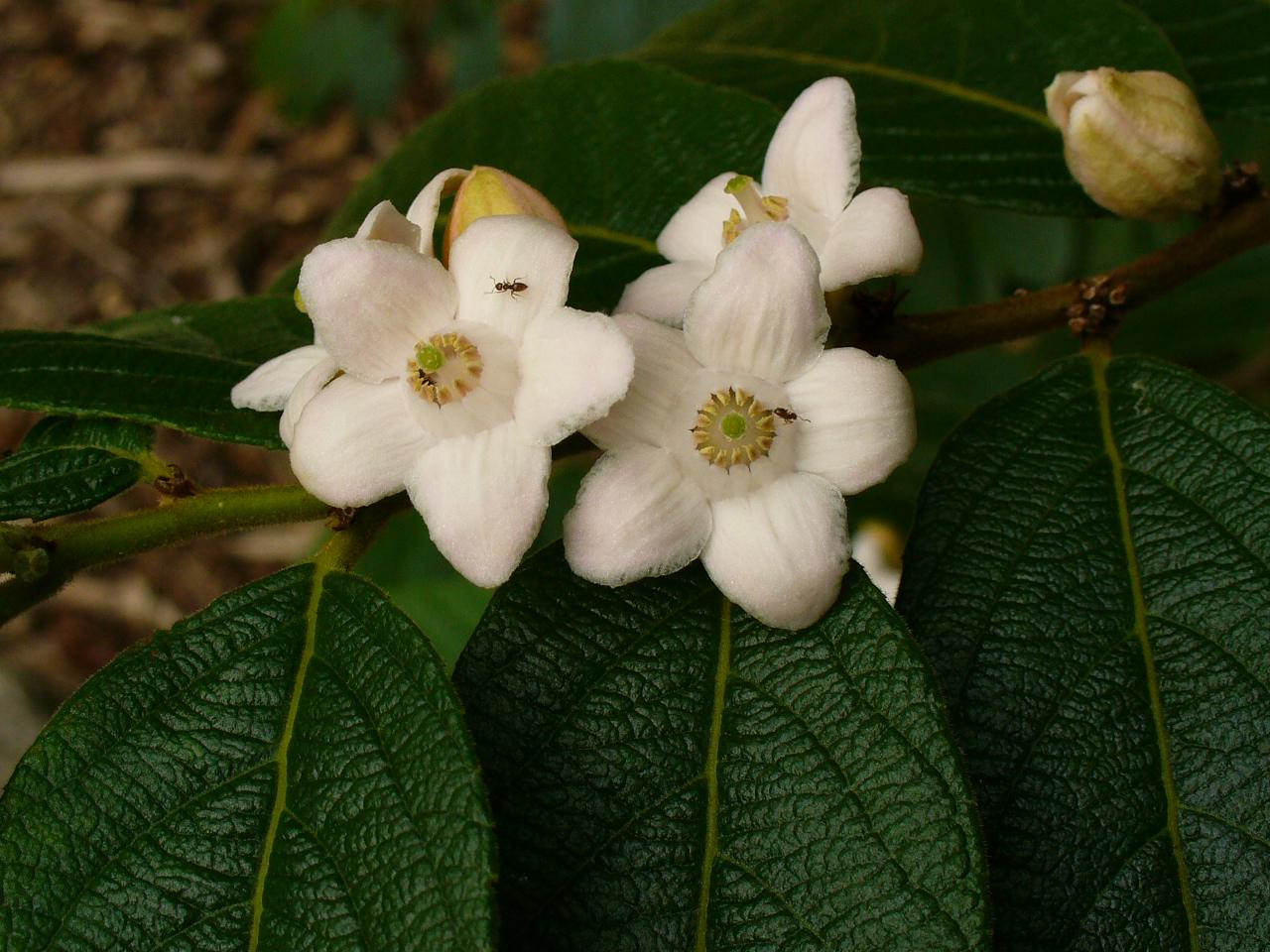
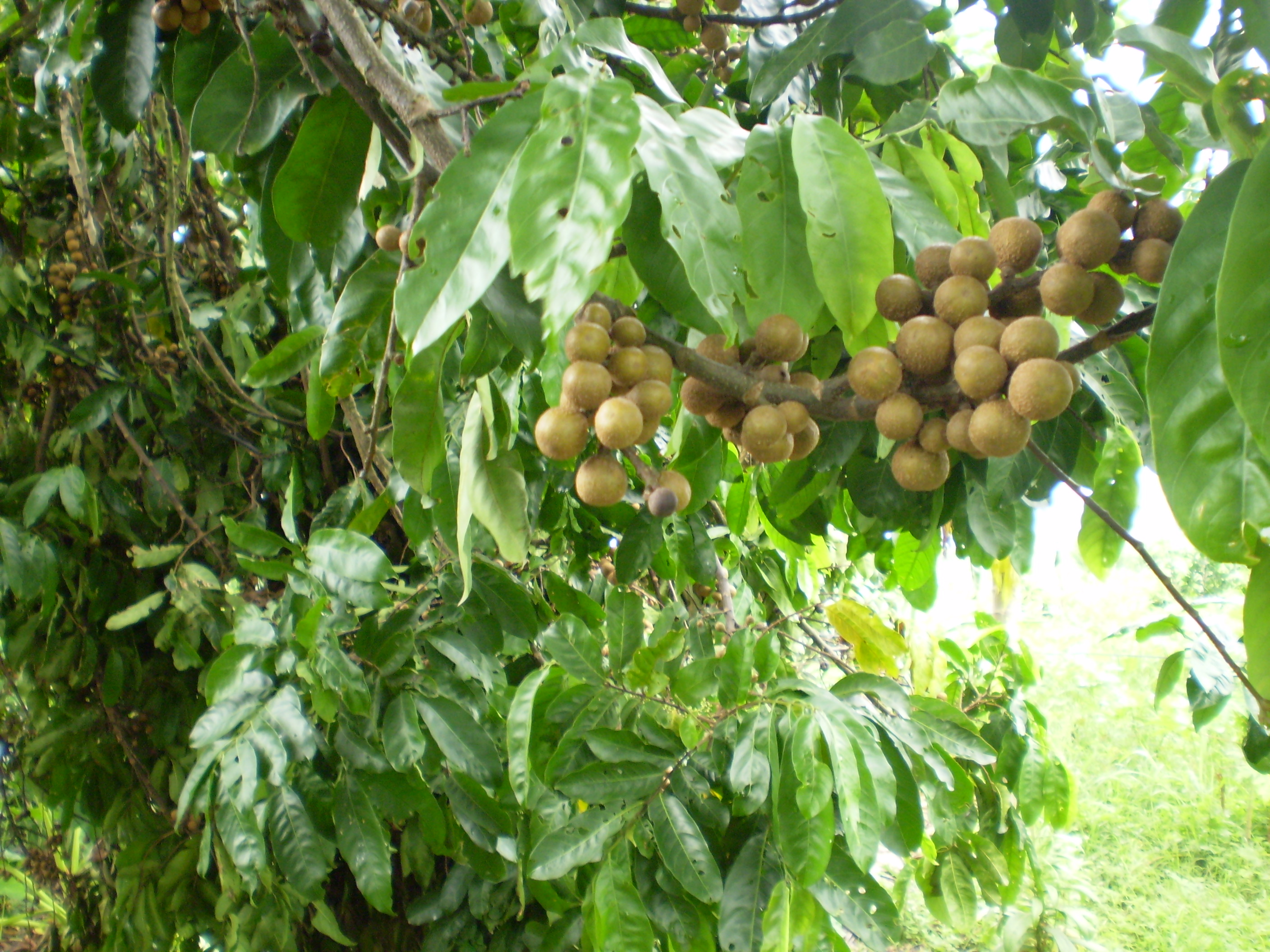
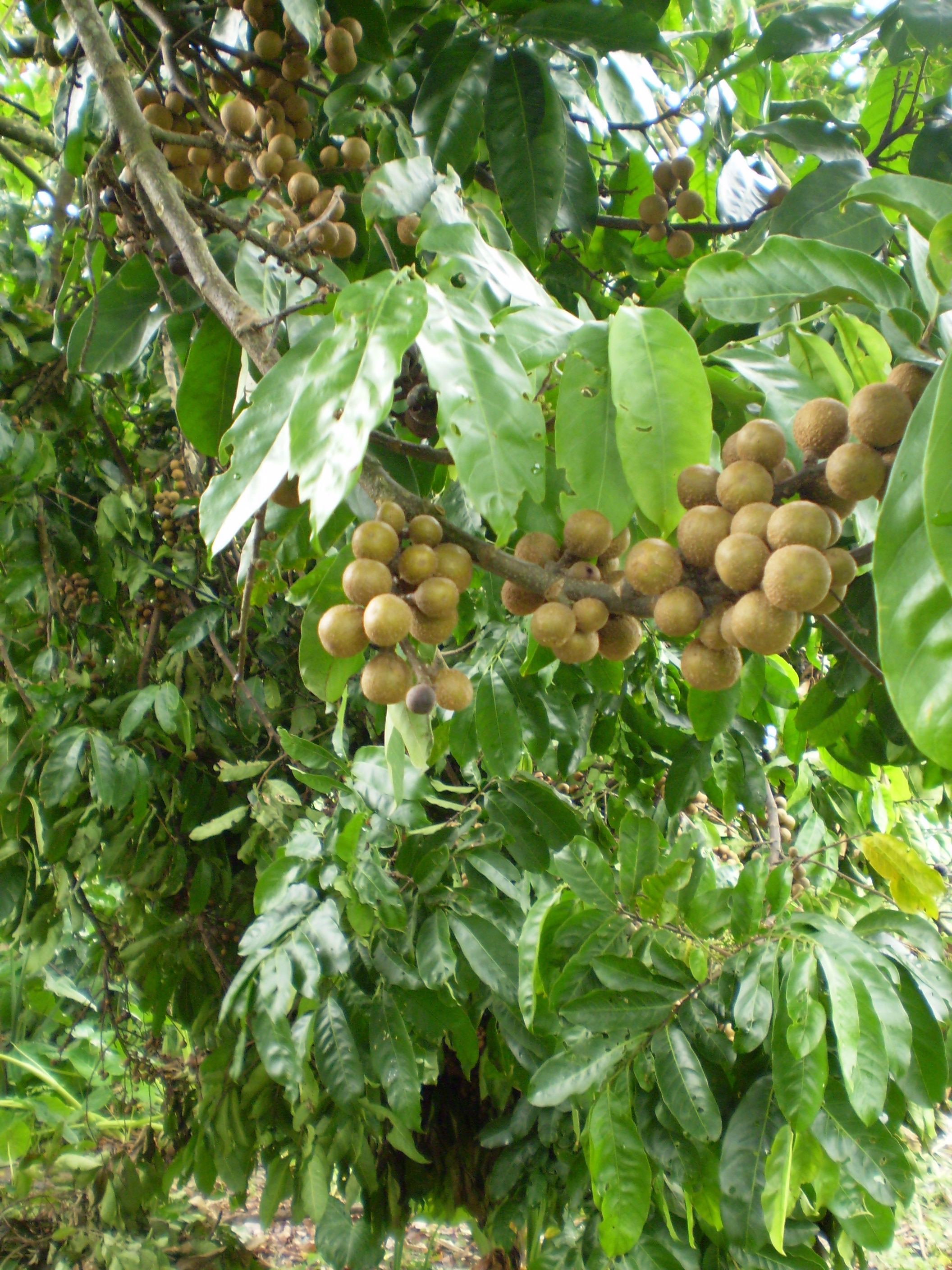